# Marc Harlaux
Marc Harlaux (Utrecht, 20 juni 1988) is een Nederlands voetballer die als middenvelder speelt.
Hij speelde vanaf seizoen 2006/2007 voor TOP Oss waarvoor hij tot elf wedstrijden kwam in de Eerste divisie. Van januari 2009 tot medio 2012 speelde hij voor FC Lienden. Harlaux kwam vervolgens uit voor VVA '71 (2012-2014) en VV Bennekom (2014-2016). Sinds medio 2016 speelt hij voor SV DFS. 

## Statistieken
| Seizoen | Club       | Wedstrijden | Doelpunten | Competitie     |
| ------- | ---------- | ----------- | ---------- | -------------- |
| 2006/07 | TOP Oss    | 2           | 0          | Eerste divisie |
| 2007/08 | TOP Oss    | 4           | 0          | Eerste divisie |
| 2008/09 | TOP Oss    | 5           | 0          | Eerste divisie |
| 2008/09 | FC Lienden |             |            | Amateurs       |